# Ruda
Ruda é uma comuna italiana da região do Friuli-Venezia Giulia, província de Udine, com cerca de 2.921 habitantes. Estende-se por uma área de 18,8 km², tendo uma densidade populacional de 155 hab/km². Faz fronteira com Aiello del Friuli, Campolongo al Torre, Cervignano del Friuli, Fiumicello, San Pier d'Isonzo (GO), Turriaco (GO), Villa Vicentina, Villesse (GO).